# Blaubeuren
Blaubeuren – miasto w Niemczech, w kraju związkowym Badenia-Wirtembergia, w rejencji Tybinga, w regionie Donau-Iller, w powiecie Alb-Donau. Leży w Górnej Szwabii, nad rzeką Blau, ok. 15 km na zachód od Ulm, przy drogach krajowych B28 i B492.
W połowie 2022 roku miasto liczyło 12 508 mieszkańców.

## Zabytki
Atrakcjami turystycznymi są:
- stara zabudowa miasteczka
- dawny klasztor Benedyktynów
- gotycki kościół farny śś. Piotra i Pawła[4]
- oraz znane z twórczości Eduarda Mörikego jeziorko Blautopf.

Klasztor jest jednym z najstarszych w Niemczech ewangelickich seminariów o tradycji sięgającej XVI wieku. Kompleks obejmuje m.in. późnogotycki kościół benedyktynów, wybudowany w latach 1491-1499. Większość wyposażenia, w tym pochodzący z 1493 ołtarz, jest dziełem Jörga Syrlina Młodszego i prezentuje życie św. Jana Chrzciciela. Wśród artystów pracujących przy wyposażeniu kościoła wymieniani są malarze Bernhard Strigel i Bartholomäus Zeitblom i rzeźbiarz Gregor Erhardt.

## Współpraca
Miejscowości partnerskie:
- Brecknockshire, Wielka Brytania
- Kryštofovo Údolí, Czechy
- Tharandt, Saksonia

## Galeria

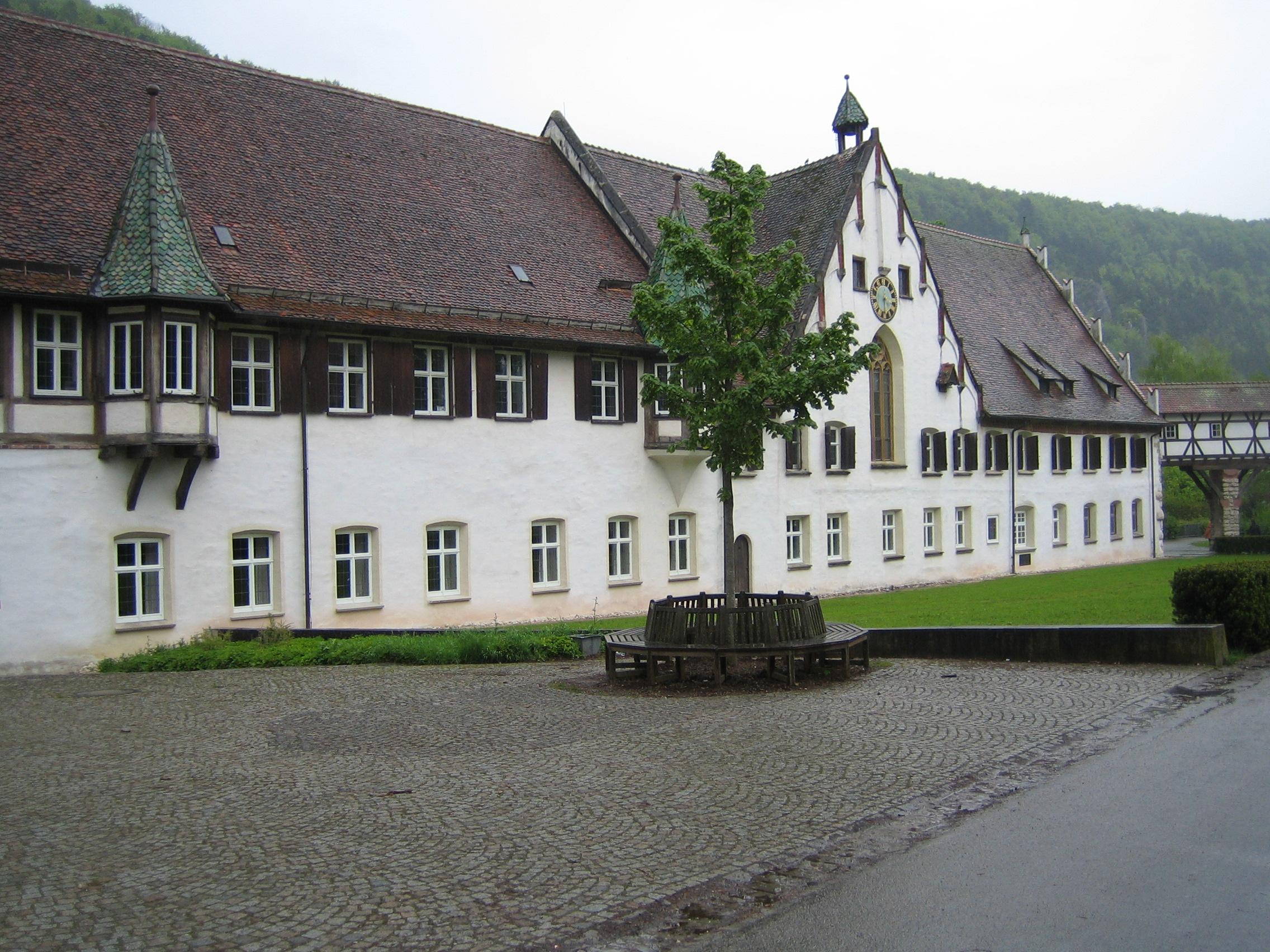
Klasztor Blaubeuren
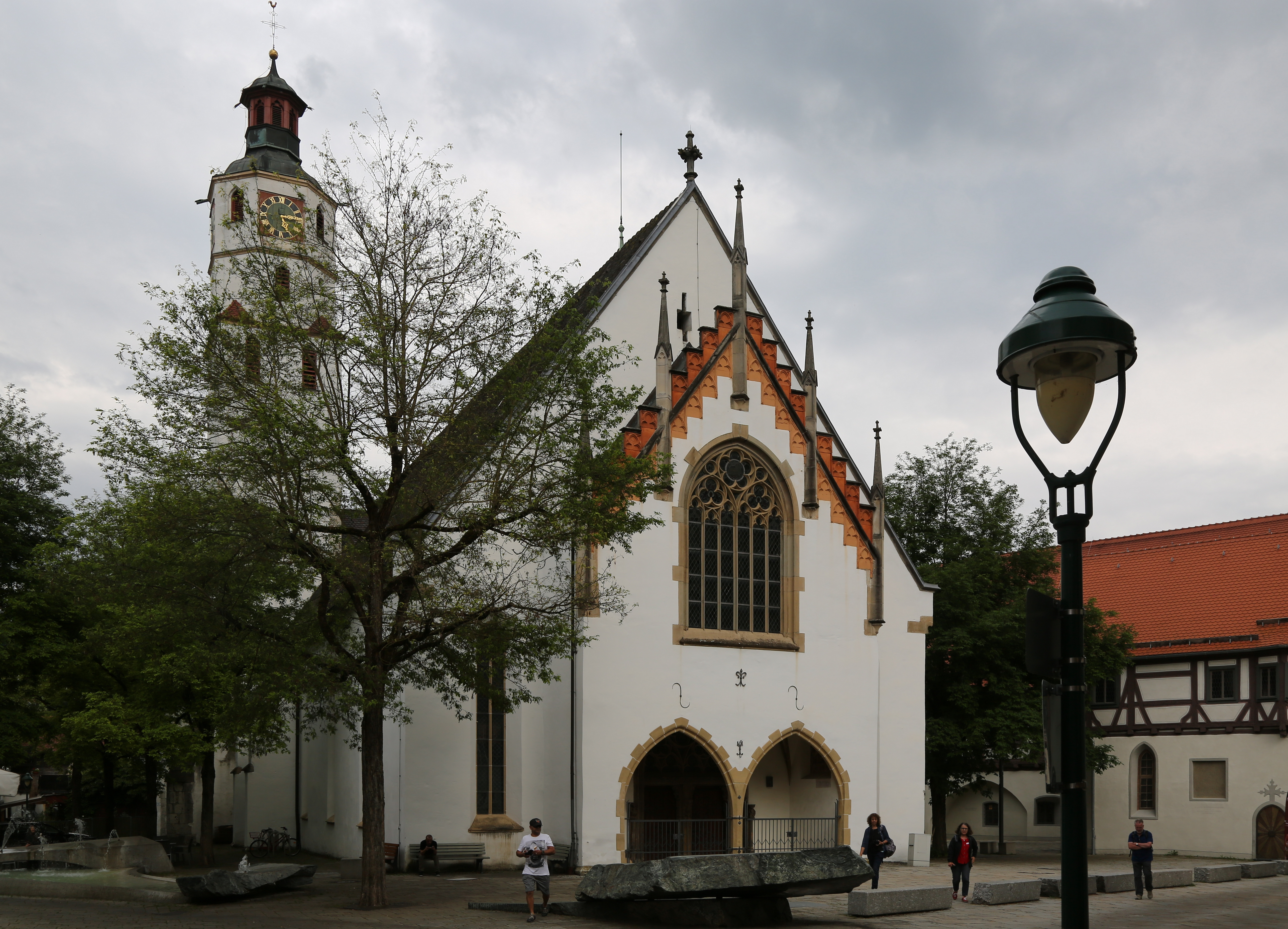
Kościół farny
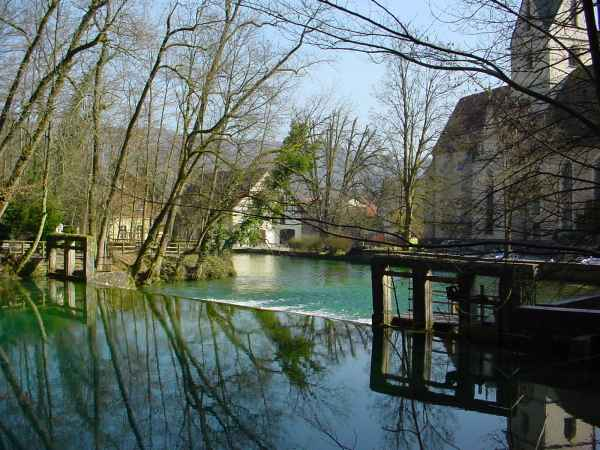
Blautopf
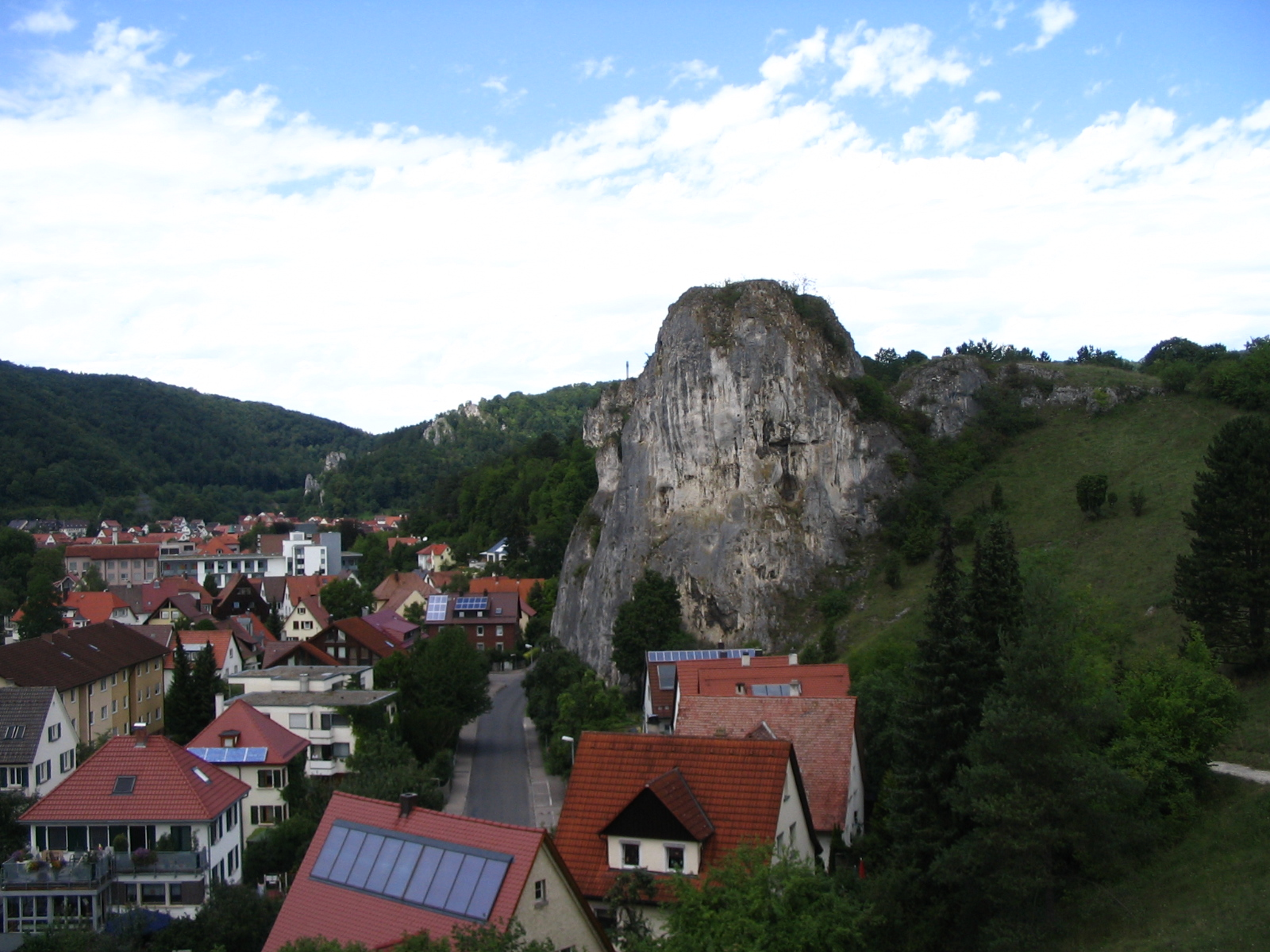
Blaubeuren